# Theodore Roethke
Theodore Huebner Roethke (* 25. Mai 1908 in Saginaw, Michigan; † 1. August 1963 auf Bainbridge Island, Washington) war ein US-amerikanischer Lyriker.

## Biografie

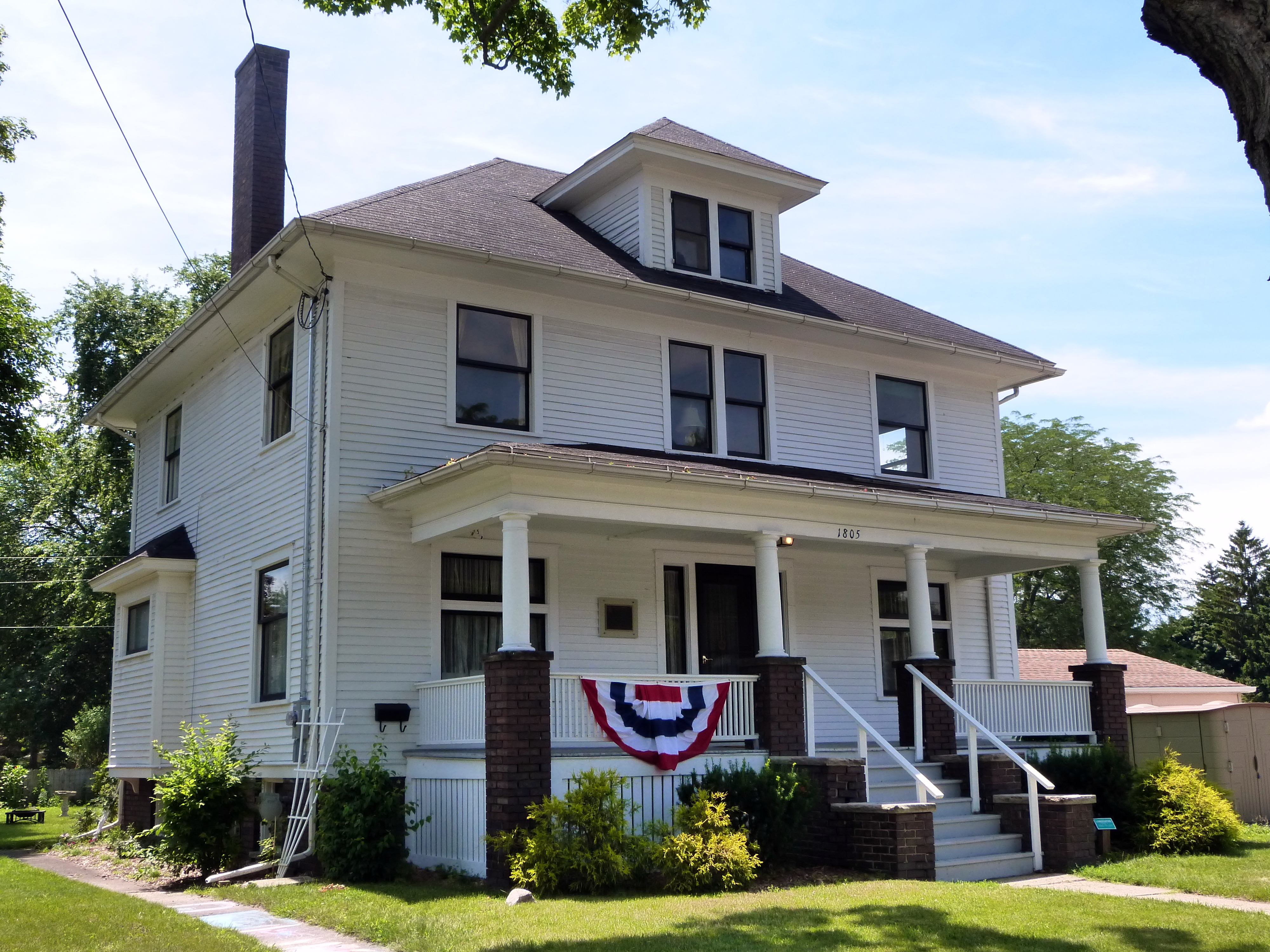
Haus der Kindheit von Theodore Roethke in Saginaw, heute Museum

Theodore Roethkes Eltern Otto Roethke und Helen Huebner waren beide deutsche Einwanderer. Roethke wuchs in Saginaw auf, wo sein Vater und sein Onkel eine Gärtnerei betrieben. Aus seiner Kindheit in den Gewächshäusern dieser Gärtnerei resultierte eine tiefe Naturverbundenheit, die sein späteres Werk beeinflusste. Ein traumatischer Einschnitt waren der Tod seines Vaters, der 1923 an Krebs starb, und der seines Onkels, der im selben Jahr durch Suizid starb.
Nach dem Besuch der Arthur Hill High School studierte Roethke von 1925 bis 1929 an der University of Michigan in Ann Arbor. Ein von der Familie gewünschtes Jurastudium brach er im ersten Semester ab und nahm stattdessen Graduiertenkurse an der University of Michigan und später an der Graduate School der Harvard University. Die wirtschaftlichen Probleme zur Zeit der Großen Depression zwangen ihn dann, sein Studium zu beenden, und er übernahm 1931 eine Lehrtätigkeit am Lafayette College.
1935 wechselte er an die Michigan State University, wo er seine Lehrtätigkeit jedoch wegen einer depressiven Erkrankung unterbrechen musste. Depressive Episoden, die er selbst als Zeiten kreativer Selbsterkenntnis ansah, sollten sein weiteres Leben begleiten. Von 1936 bis 1941 unterrichtete er an der Pennsylvania State University. In dieser Zeit publizierte er in Zeitschriften wie Poetry, New Republic, Saturday Review und Sewanee Review. 1941 veröffentlichte er seinen ersten Gedichtband Open House.
Das Werk wurde in großen Zeitschriften besprochen und fand bei der Kritik und Schriftstellerkollegen (insbesondere W. H. Auden) Anerkennung. Im Jahr darauf wurde Roethke zu einer Morris Gray-Vorlesung an der Harvard University eingeladen. 1943 ging er an das Bennington College, wo er u. a. mit Léonie Adams und Kenneth Burke zusammentraf. Insbesondere Burke hatte großen Einfluss auf Roethkes zweiten Gedichtband The Lost Son and Other Poems, der 1948 erschien.
Ab 1947 war Roethke Professor für Englisch an der University of Washington, wo u. a. Carolyn Kizer, David Wagoner und James Wright zu seinen Studenten zählten. Roethke erhielt 1950 ein Guggenheim-Stipendium, 1951 den Levinson Prize der Zeitschrift Poetry und im folgenden Jahr Preise der Ford Foundation und des National Institute of Arts and Letters, der späteren American Academy of Arts and Letters. Seit 1956 gehörte er dieser Akademie als gewähltes Mitglied an. 1951 erschien sein dritter Gedichtband Praise to the End!.
1953 heiratete Roethke Beatrice O’Connell, die einmal seine Studentin war, und reiste mit ihr zu W. H. Audens Villa auf Ischia. Hier entstand die Sammlung The Waking: Poems 1933-1953, für die er 1954 den Pulitzer-Preis erhielt. Nach einer Europareise 1955–56 veröffentlichte er 1957 den Gedichtband Words for the Wind, für den er den Bollingen Prize, den National Book Award, den Edna St. Vincent Millay Prize, den Longview Foundation Award und den Pacific Northwest Writer's Award erhielt. In den folgenden Jahren teilte der nunmehr berühmte Autor seine Zeit in Lehrtätigkeit und ausgedehnte Lesereisen.
1963 erlitt Roethke bei einem Besuch bei Freunden auf Bainbridge Island einen tödlichen Herzinfarkt. Postum erschien 1964 der Gedichtband The Far Field, der 1965 mit dem National Book Award ausgezeichnet wurde. 1966 wurden The Collected Poems veröffentlicht. In der nächsten Generation von Lyrikern zeigten sich vor allem Robert Bly, James Dickey, Sylvia Plath, Anne Sexton und William Stafford von Roethke beeinflusst. In dem Haus seiner Kindheit in Saginaw befindet sich heute das Theodore Roethke Home Museum.

## Werke
- Open House (1941)
- The Lost Son (1948)
- Praise to the End! (1951)
- The Waking: Poems 1933–1953 (1953)
- Words for the Wind: The Collected Verse (1958)
- I Am! Says the Lamb (1961)
- Party at the Zoo (1963)
- Sequence, Sometimes Metaphysical (1964)
- The Far Field (1964)
- Collected Poems (1966)